# الصبيحة (تعز)
الصبيحه هي إحدى قرى الجمهورية اليمنية. وهي تتبع جغرافيًا لمحافظة لحج  وإداريًا لمديرية طور الباحة. يبلغ تعداد سكانها 100,000 نسمة حسب الإحصاء الذي جرى عام 2004.